# Pselaphodes torus
Pselaphodes torus (лат.) — вид мелких коротконадкрылых жуков рода Pselaphodes из подсемейства ощупники (Pselaphinae, Staphylinidae).

## Распространение
Юго-Восточная Азия: Китай, Qinghai, на высоте 2200—2500 м.

## Описание
Мелкие жуки-ощупники, длина тела около 3 мм, чёрно-коричневого цвета. Отличается тёмным цветом тела, широким X-м члеником усика (он много шире своей длины), задним зубчиком на передних тазиках, передними голенями с апикальным выступом и средними голенями с сильным апикальным выступом. Строение усиков: X-й антенномер без тонко пунктированного вентрального дисковидного выступа, имеет немодифицированный VII-й членик жгутика усика (почти симметричен и простой по форме). Дисковидный выступ у переднего края имеет IX антенномер. Пронотум округлый на переднебоковых углах. Апикальные членики IX—XI жгутика усика увеличенные. Второй тарзомер простой, линейный, не увеличенный. Срединная метавентральная ямка отсутствует. Нижнечелюстные щупики (по крайней мере, некоторые сегменты из группы II—IV) асимметричные, округло расширенные или слегка выступающие латерально. Голова с фронтальной ямкой. Глаза выступающие. Усики прикрепляются у переднего края головы; булава усиков 3-члениковая; скапус отчётливо длиннее педицелля. Ноги тонкие и длинные; бёдра утолщённые. В основании надкрылий по две ямки. Брюшко короткое (его длина явно меньше ширины).

## Систематика
Впервые описан в 2010 году, а его валидный статус подтверждён в ходе ревизии, проведённой в 2012 году китайскими колеоптерологами Zi-Wei Yin и Li-Zhen Li (Shanghai Normal University, Шанхай, Китай). По своим признакам наиболее близок к виду Pselaphodes jizushanus.